# کلاغ (نشان‌شناسی)
در نشان‌شناسی، کلاغ‌ها و غراب‌ها از یکدیگر متمایز نمی‌شوند. مانند همه پرندگانی که عقاب نیستند، یک کلاغ یا غراب به‌طور پیش‌فرض به شکل هویت به تصویر کشیده می‌شوند، اما می‌توان آن‌ها را به‌طور منحصربه‌فردی به‌عنوان سخنگو نشان داد. کلاغ‌ها را می‌توان کوربی (corbies) نیز نامید، مانند بازوهای کوربت.
زاغ نوک‌سرخ در نشان‌شناسی نیز به تصویر کشیده شده است که شبیه به نظر می‌رسد اما دارای منقار و پاهای قرمز است. در قدیم، زاغ نوک‌سرخ کورنیش را بکیت می‌نامیدند. بر روی نشان کانتی دوبلین و فینگل در ایرلند، کلاغ از پرچم غراب وایکینگ‌ها که در آن منطقه ساکن شده بودند، اقتباس شده بود. لیسبون، پایتخت پرتغال و واگا واگا، استرالیا، کلاغ‌هایی در نشان بازویی خود دارند.